# Pseudostyne alboplagiata
Pseudostyne alboplagiata är en skalbaggsart som beskrevs av Stefan von Breuning 1940. Pseudostyne alboplagiata ingår i släktet Pseudostyne och familjen långhorningar.
Artens utbredningsområde är Madagaskar. Inga underarter finns listade i Catalogue of Life.